# 蒙费朗-普拉韦斯
蒙费朗-普拉韦斯（法語：Monferran-Plavès，法語發音：[mɔ̃fɛ̃ʁɑ̃ plavɛs]）是法国热尔省的一个市镇，属于米朗德区。该市镇于1822年由原市镇蒙费朗（Monferran）和普拉韦斯（Plavès）合并而成。

## 地理
蒙费朗-普拉韦斯（43°29'32"N, 0°38'21"E）面积11.07 平方千米，位于法国奧克西塔尼大區热尔省，该省份为法国西南部内陆省份，北起顺时针与洛特-加龙省、塔恩-加龙省、上加龙省、上比利牛斯省、大西洋比利牛斯省和朗德省接壤。
与蒙费朗-普拉韦斯接壤的市镇（或旧市镇、城区）包括：特拉韦塞尔、法热阿巴蒂亚勒、拉马盖尔、奥尔内藏、塞桑、塔舒瓦尔。

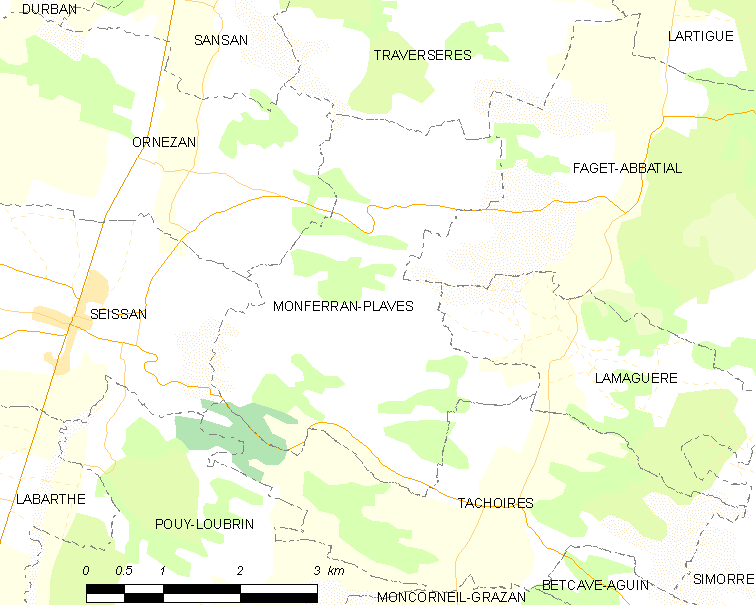
蒙费朗-普拉韦斯的OSM定位图

蒙费朗-普拉韦斯的时区为UTC+01:00、UTC+02:00（夏令时）。

## 行政
蒙费朗-普拉韦斯的邮政编码为32260，INSEE市镇编码为32267。

## 政治
蒙费朗-普拉韦斯所属的省级选区为阿斯塔拉克-日莫讷县。

## 人口

1962-2008年间蒙费朗-普拉韦斯人口变化图示

蒙费朗-普拉韦斯于2022年1月1日时的人口数量为107人。